# Vintermussling
Vintermussling (Panellus mitis) är en svampart som först beskrevs av Christiaan Hendrik Persoon, och fick sitt nu gällande namn av Rolf Singer 1936. Enligt Catalogue of Life ingår Vintermussling i släktet Panellus,  och familjen Mycenaceae, men enligt Dyntaxa är tillhörigheten istället släktet Panellus,  och familjen Favolaschiaceae. Arten är reproducerande i Sverige. Inga underarter finns listade i Catalogue of Life.

## Källor

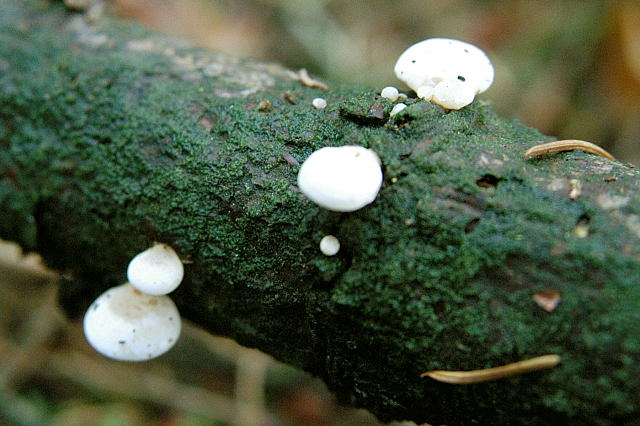
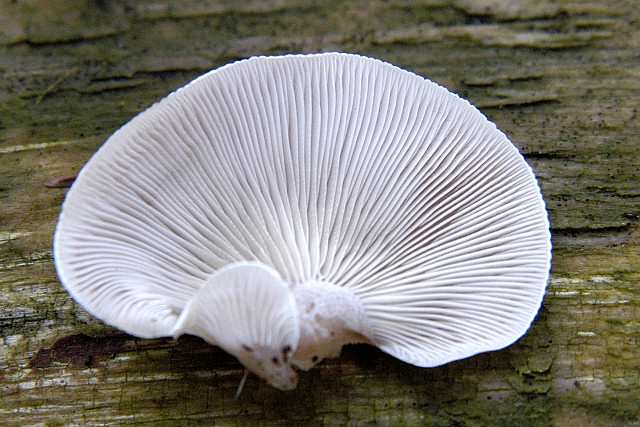